# Katarina Cornaro
Katarina Cornaro (Venecija, 26. kolovoza 1454. – Venecija, 10. srpnja 1510.) - posljednja vladajuća kraljica Cipra.
Potjecala je iz stare venecijanske obitelji Cornaro, čiji se predstavnici pojavljuju u ciparskim dokumentima iz 1372. godine.
Katarina je bila jedna od sedam kćeri Marka Cornara - senatora Mletačke Republike, koji je potekao iz venecijanske obitelji dužda Marka Cornara (umro 1368.) i sestre tužitelja crkve sv. Marka. Katarinin otac i njezin stric Andrija, nakon smrti ciparskog kralja Ivana II., odlučili su podržati Jakova Bastarda, koji je nakon nekoliko godina borbe sa svojom polusestrom, kraljicom Charlotte, preuzeo vladavinu na Cipru kao Jakov II.
Na inicijativu Andrije Cornara, Katarina se 1472. godine udala za Jakova II. Kao miraz dobila je 100.000 dukata od Republike Venecije. Vrlo brzo ostala je trudna, ali i postala udovica 11. lipnja 1473. Dana, 28. kolovoza iste godine rodila je sina Jakova III.
Situacija Katarine i njezina sina bila je teška, jer je Charlotte, sestra Jakova II., pretendirala na prijestolje, dok su Sicilijanci i Katalonci podržavali Alfonsa, nezakonitog sina Ferdinanda iz Napulja, koji se trebao vjenčati s nezakonitom kćeri preminulog kralja. Tijekom borbi, koje su se dogodile nakon smrti Jakova II., kraljičin stric Andrija Cornaro i njegov nećak Marko Bembo ubijeni su. U kolovozu 1474. umro je i njen sin Jakov III.
Tijekom Katarinine vladavine, Cipar je došao pod kontrolu venecijanskih trgovaca, koji su je 26. veljače 1489. prisilili na abdikaciju, objavljenu u katedrali u Famagusti. Kraljevina Cipar postala je kolonija Mletačke Republike.
Katarina je napustila Cipar 1. ožujka 1489., a 5. lipnja došla je u Veneciju, gdje je umrla kao vladarica Asola.
Po njenom životu snimljeno je nekoliko glazbenih djela, slikali su je poznati talijanski slikari.
Prve nedjelje u rujnu u Veneciji se odvija tradicijska povijesna regata (Regata Storica). To je natjecanje između mletačkih brodova, koje svake godine gleda više tisuća ljudi s obala kanala ili plutajućih gledališta duž kanala. Natjecanju prethodi povijesna procesija -Corteo Storico, kojom se obnavlja sjećanje na dolazak kraljice Katarine Cornaro, nakon njene abdikacije 1489. godine. Tada gondoljeri u povijesnim kostimima, veslaju replikama povijesnih brodova iz 16. stoljeća i prate Bucintora, duždevu galiju.